# Cesare Gioppi
Cesare Giacomo Antonio Gioppi, Conte (Mantova, 29 ottobre 1849 – Mantova, 13 maggio 1933), è stato un avvocato e politico italiano.

## Biografia
Discendente da un'antica famiglia patrizia mantovana, dopo la laurea si dedica al praticantato della professione forense ed in seguito si dedica a tempo pieno alla vita politica. Militante del partito liberale moderato è stato sindaco, presidente del consiglio e della deputazione provinciale di Mantova, presidente della Banca Agricola Mantovana e del Consorzio di bonifica di Burana. Eletto deputato nel 1895 nel collegio di Ostiglia, non riconfermato nelle successive elezioni, viene nominato senatore a vita nel 1913. Antifascista convinto, resiste alle pressioni per iscriversi al PNF fino al 1932, quando accetta la tessera ormai anziano e ammalato, a pochi mesi dalla scomparsa.